# 大義信
大義信（韓語：대의신，?—?），大氏，渤海国宗室大臣。第二世渤海武王大武艺之子，大祚荣之孙。
开元七年（719年），他的祖父渤海开国国君高王大祚荣死後，大武艺即位。仁安七年（726年，唐玄宗开元十四年），大義信在大哥大都利行留侍宿卫之后，再奉父大武艺命朝贡唐朝，贡献方物。随后，因为大门艺事件，渤海和唐朝的关系恶化。